# Wilne (Krywyj Rih, Losuwatka)
Wilne (ukrainisch Вільне; russisch Вольное Wolnoje) ist ein Dorf im Westen der ukrainischen Oblast Dnipropetrowsk mit etwa 1700 Einwohnern.
Das Dorf liegt im Rajon Krywyj Rih westlich der Großstadt Krywyj Rih am Ufer des Karatschuniwka-Stausees und ist das Zentrum der gleichnamigen Landratsgemeinde mit insgesamt 2030 Einwohnern und einer Fläche von 4884 ha.
Durch das Gemeindegebiet verläuft die nationale Fernstraße N 23.
Am 12. Juni 2020 wurde das Dorf ein Teil der neugegründeten Landgemeinde Losuwatka, bis dahin bildete es zusammen mit dem Dorf Nadija (ukrainisch Надія) die gleichnamige Landratsgemeinde Wilne (Вільненська сільська рада/Wilnenska silska rada) im Südwesten des Rajons Krywyj Rih.